# چاناکچی
چاناکچی (به ترکی استانبولی: Çanakçı) یک منطقهٔ مسکونی در ترکیه است که در استان گره‌سون واقع شده‌است. چاناکچی ۳۷۲ متر بالاتر از سطح دریا واقع شده‌است.